# Zhou Wei Hui
Zhou Wei Hui （周卫慧, pinyin Zhōu Wèi Hùi） (Ningbo, 1973) é uma escritora chinesa.
Estudou na universidade Fudan. A sua primeira novela,  Shanghai Baby (上海宝贝) foi censurada na China, porém foi um bestseller no mercado negro.

## Biografia

### Vida pessoal
Wei Hui nasceu em 1973, na província de Zhejiang, como filha de pai militar, e viveu com sua família na cidade de Xangai. Passou por treinamento militar obrigatório durante um ano, com início em 1990. Depois do treinamento, entrou para a Universidade Fudan de Xangai, se graduando em Língua e Literatura chinesa no ano de 1995. Em 2003, devido a obra que estava escrevendo, precisou morar entre Nova Iorque e Xangai, para fazer as pesquisas para seu romance.

### Carreira
Após sua graduação, trabalhou como jornalista e editora. Iniciou sua carreira literária aos 21 anos, escrevendo quatro coleções de contos. Em setembro de 1999, lançou o romance Shanghai Baby, que foi censurado na China por abordar assuntos controversos para a tradição chinesa, como a liberdade sexual e social da protagonista feminina e a invasão das grandes marcas capitalistas no país. Queimaram 40.000 cópias do livro e obrigaram a editora a fechar, porém o romance foi reconhecido internacionalmente, traduzido para 34 idiomas, com uma venda aproximada de 200.000 cópias no Japão em 1 ano, e recebeu uma adaptação para o cinema, lançado em 2007 pelo diretor alemão Berengar Pfahl. Wei Hui também escreveu o romance Marrying Buddha, lançado em 2005 e traduzido em 14 idiomas, e recebeu adaptações para a publicação na China, chegando no topo dos mais vendidos no país. E em 2007, lançou o romance Dog Dad.

## Obras
- 2000 (上海宝贝) (Shanghai Baby) ISBN 3-550-08343-2.[3]
- 2005  (我的禅) (Marrying Buddha) ISBN 3-550-08620-2.[3]
- 2007  (狗爸爸) (Dog Dad) ISBN 978-7-5063-3984-1.[3]